# Черик
Чери́к (кирг. Черик) — родо-племенное объединение в составе правого крыла кыргызов.

## Этимология
Этноним происходит от монгольского слова «чериг/çerig», что в переводе означает «воин, военный поход».

## Происхождение
Родоплеменное объединение черик этно-генетически связано с другим киргизским племенем — монолдор. Кроме того, у обоих племён очень сходная тамга по начертанию и названию.
С. М. Абрамзон относил черик и монолдор к группам чагатаидских моголов, смешанного тюрко-монгольского происхождения, вошедших в состав киргизского народа не ранее XVI века. Данное предположение также нашло отражение в монографии В. П. Юдина о родоплеменном составе Моголистана.
В рукописи XVI века «Маджму ат-Таварих» Сейф ад-Дина Ахсикенди, одним из родоначальников монолдор заявлен правитель могольского улуса в конце XIV века — Анка-торе. В рукописи полное имя Анка-торе указано как Анка-торе Бай Мурад Черик. Приставка «черик» могла быть составной частью титула, безотносительно к названию племени.
Народное предание о происхождении черик:
В древности на Кашгарской стороне правил хан нойгутов по имени Болот. У его сына Кылыч-хана было двое сыновей: Дайыр и Көкө. Когда дети выросли, их мать умерла. Из-за козней второй жены хана, мальчикам пришлось бежать в Ат-Баши, к Адигине и Тагаю. Кыргызские бии разрешили им остаться и повелели им пасти скот.
Однажды живший бок о бок с кыргызами, калмакский князь Корун объявил турнир по борьбе. Корун пообещал, что если кыргызский борец победит, то калмаки уйдут из занятых ими земель, если борец проиграет, то кыргызы должны будут оставить Керме Тоо. Адигине и Тагай, долго не могли определить достойного соперника среди кыргызов, который мог бы сравниться по силе с именитым калмакским борцом. Подросший к этому времени Көкө вызывается выйти на поединок. Көкө побеждает калмакского борца. По условиям поединка побеждённому борцу отрубают голову.
Адигине и Тагай в благодарность выдают замуж за Көкө свою старшую сестру Наалы. У них родился сын Моңол. От дочери калмакского князя у Көкө родился Дор. Потомки Моңола и Дора образовали племя моңолдор. Дайыр обидевшись на то, что Наалы выдали за младшего брата, ушел к казахам. Жалаиры произошли от него.

Көкө завоевав авторитет среди кыргызов, собрал войско и решил отомстить родному отцу в Кашгаре. Услышав эту новость, нойгуты спешно бежали. В ставке Кылыч-хана нашли мальчика в расписной колыбели. Он оказался сыном Кылыч-хана. Көкө принес его и передал Наалы. Его назвали Чериком, потому что нашли во время военного похода (от тюрк. чериг «войско, поход»). От него произошли черики.
Сыновьями военачальника Анка-торе — Ахмеда Бек-Назара названы Ак-Чувак, Бай-Чувак, Диван-Черик, Мулла-Черик, Кара-Черик. В число основных подразделений в структуре племени черик, входят: ак-чубак, бай-чубак. Отмечены и более мелкие группы: молдо-черик, дубан и кара-черик. Таким образом, между племенем черик XVI в. и группой современных киргизов, относящих себя по происхождению к племени черик, устанавливается прямая генетическая связь.

## Генетика
У представителей черик наблюдаются высокие значения гаплогруппы C2, которая характерна для восточно-евразийских популяций.

## Расселение
Представители черик преимущественно проживают в Ат-Башинском районе Нарынской области, а также Кызылсуу-Кыргызском автономной округе, СУАР, КНР. и в России.

## Известные представители
- Ажыбек-баатыр (1800—1856) — предводитель племени Черик в середине XIX века;
- Жусуп Мамай (1916—2014) — всемирно известный манасчи;
- Жумамудун Шералиев (1915—1994) — советский композитор;
- Мухтар Омуракунов (1965—2011) — государственный деятель;
- Даир Асанов (1922—2009) — фронтовик, Герой Советского Союза;
- Анварбек Чортеков (1920—1989) — фронтовик, Герой Советского Союза;
- Сейитказы Андабеков — советский и киргизский актёр. Народный артист Киргизской ССР;
- Калыйбек Тагаев (1940—2020) — народный артист Кыргызской Республики;
- Койсун Карасартова (1922—2009) — киргизская и советская актриса театра и кино, певица. Заслуженная артистка Киргизской ССР. Народный артист Кыргызской Республики;
- Муса Мураталиев — советский, киргизский и российский писатель.
- Нуркул Орозалиев (1848—1944) — командир добровольческого ополчения, борец за установление и упрочнение советской власти в Киргизии.
- Алтынай Ботоярова (род. 2004) — кыргызская модель.